# Provincia de Driuch
La provincia de Driuch o Drius (en rifeño: Tamnaḍt n Ddriwec, ⵜⴰⵎⵏⴰⴹⵜ ⵏ ⴷⵔⵉⵡⵛ; en árabe: إقليم الدريوش‎, en francés: Province de Driouch), es una de las provincias de Marruecos en la región Oriental. Su capital y ciudad más poblada es Driuch.

## Demografía
La mayoría de su población es de etnia bereber (amazig) rifeña pero con presencia de varias tribus árabes, siendo los farkouchies y los beni oukil las más numerosas. En la última década la inmigración del este de Marruecos a la región rifeña y a la provincia de Nador en especial ha cambiado considerablemente el aspecto demográfico de Driuch.

## Historia
El territorio de la provincia de Driuch entre 1921 y 1926 (guerra del Rif) formó parte de la República del Rif. Cuando la república se disolvió, formó parte del protectorado español de Marruecos. Después, tras la independencia de Marruecos en 1956 el territorio pasó a formar parte de la provincia de Nador de la región Oriental, Marruecos. En 2009 se fundó la provincia de Driuch con capital en Driuch.

## División administrativa
La provincia de Driouch está compuesta por 23 comunas, incluidos 3 municipios urbanos: la capital Driuch, Ben Tieb y Midar.
Los 20 municipios rurales restantes están adscritos a 8 caidatos o distritos, a su vez adscritos a 2 círculos:
- Círculo del Rif: 
  - Caidato de Bni Oulichek: Talilit, Uardana y Mehayast.
  - Caidato de Bni Touzine: Iferni, Tafersit, Aslef y Tsaft.
  - Caidato de Iyarmaguas: Iyarmaguas,
  - Caidato de Tensamán: Ulad u Megar, Budinar, Beni Marganín y Tensamán.
  - Caidato de Trugut: Trugut.

- Círculo de Driuch:
  - Caidato de Driuch: Metalsa.
  - Caidato de Aín Zora: Aín Zora y Ulad Bu Beker.
  - Caidato de Beni Said: Dar El Quebdani, Amexáu, Ait Mait y Tasaguín

Cinco de sus localidades tienen la consideración de localidades:  los municipios de Driuch, Ben Taïeb y Midar, así como el centro urbano de la comuna rural de Tafersit (Tafrisset) y el de la comuna rural de Dar El Kebdani (también llamado Dar El Kebdani) .

## Galería

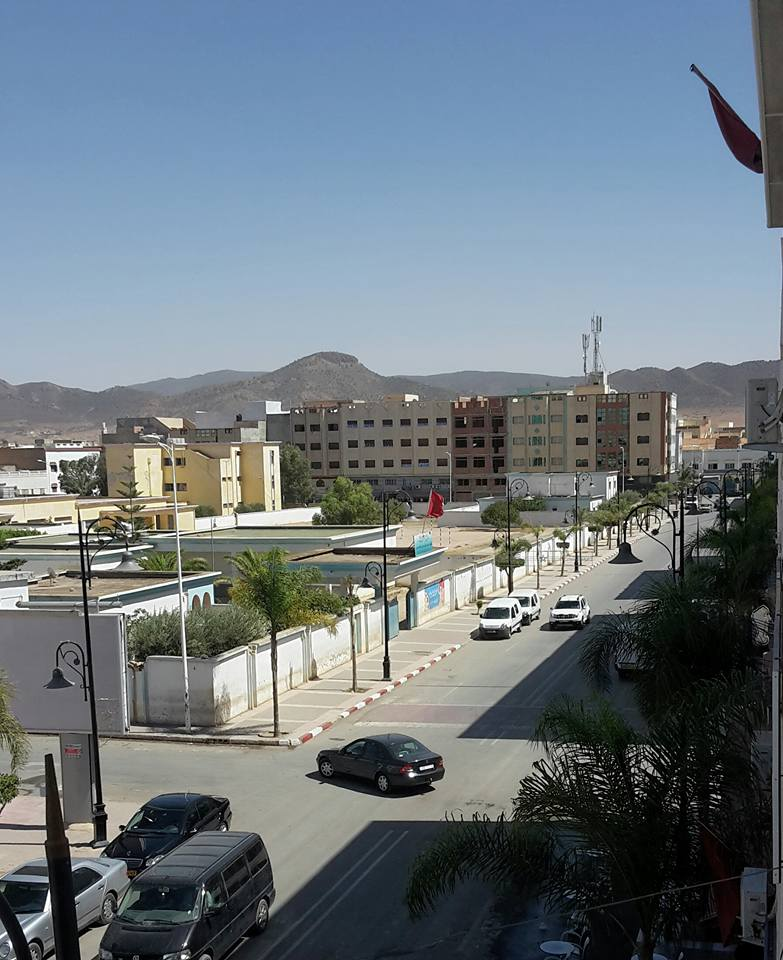
La ciudad de Driuch
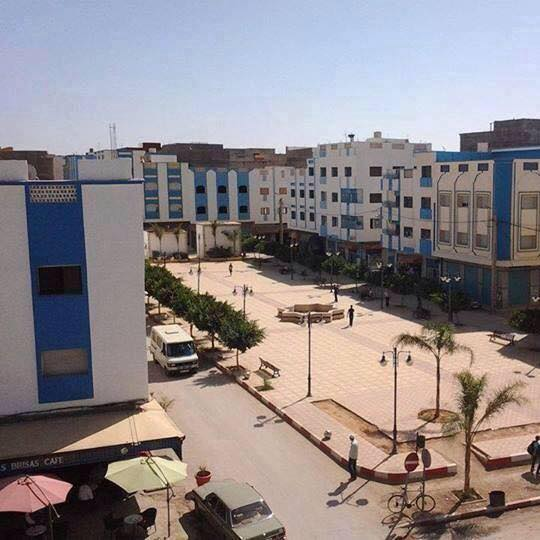
Ben Taieb
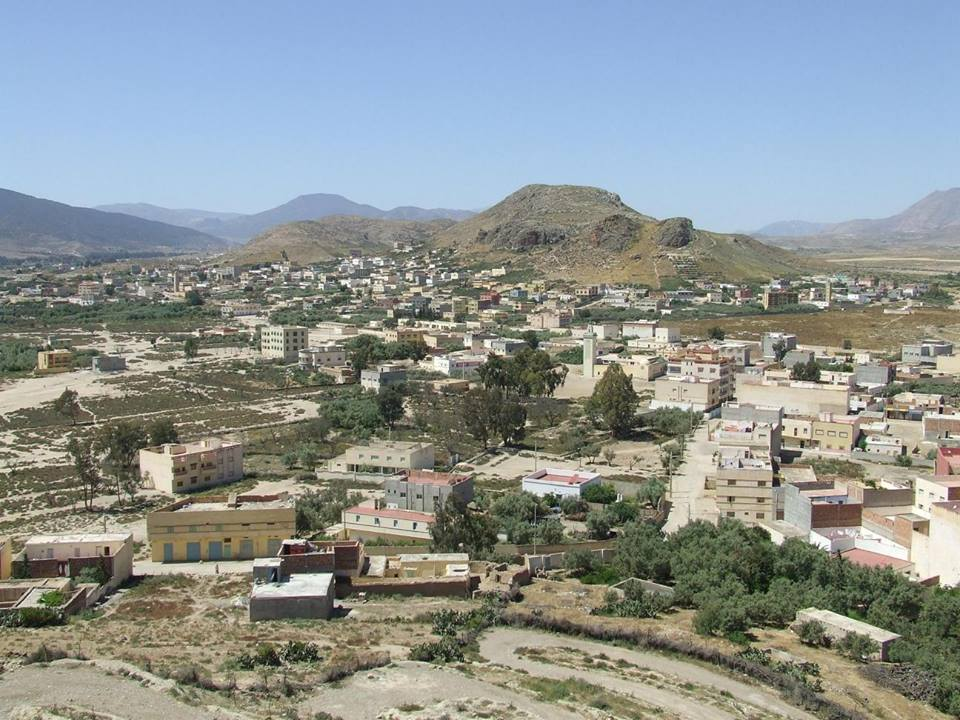
Midar
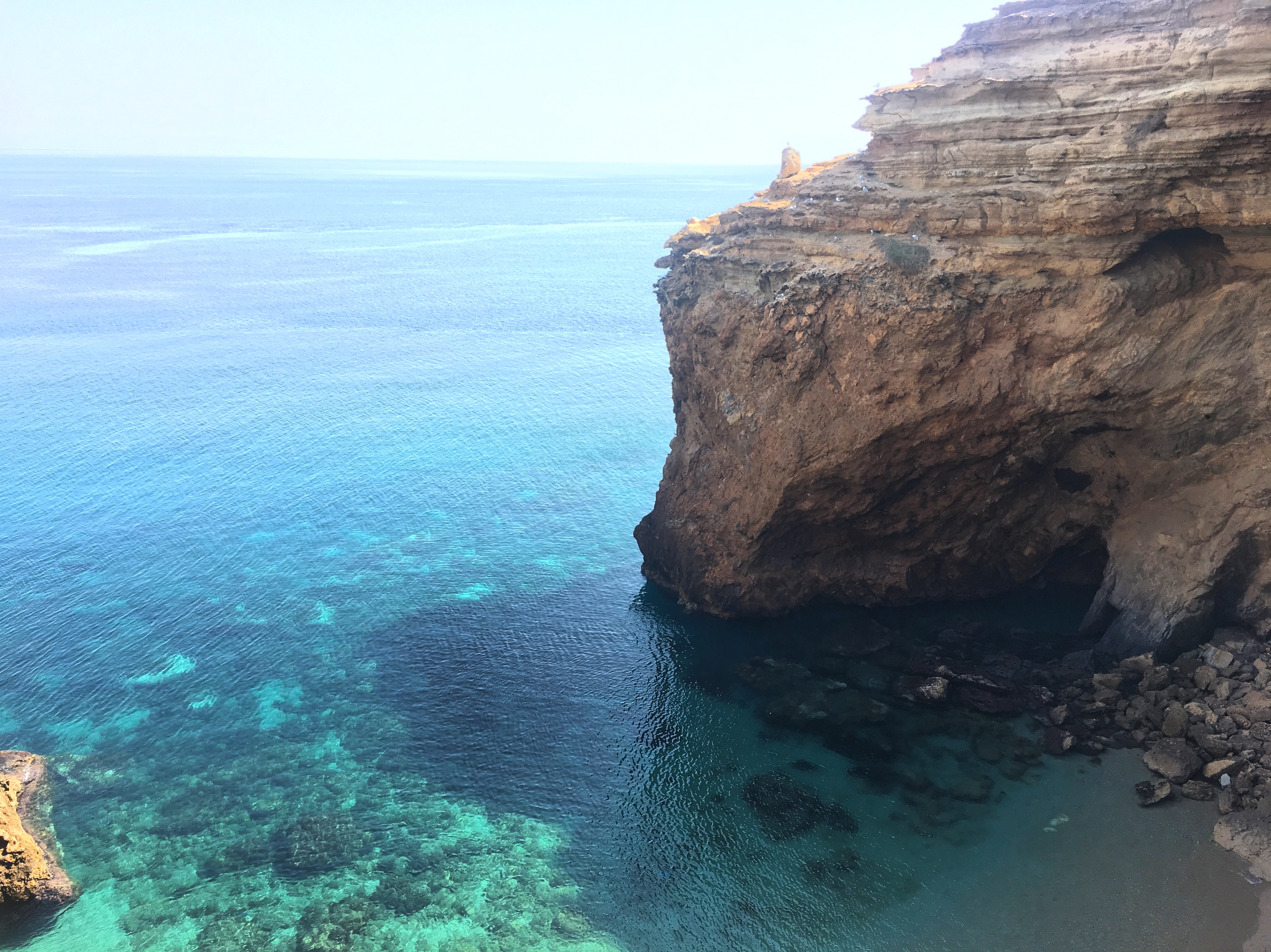
Hammam Chaabi